# Albano Olivetti
Albano Olivetti (* 24. November 1991 in Hagenau) ist ein französischer Tennisspieler.

## Karriere
Olivetti spielte bisher vor allem auf der ATP Challenger Tour. Im April 2012 gelang ihm dort sein erster Titelgewinn, als er zusammen mit Pierre-Hugues Herbert das Turnier in Le Gosier auf Guadeloupe gewann. Sein Grand-Slam-Debüt gab er 2011 bei den French Open im Doppel an der Seite von Kenny de Schepper. Sie überstanden die erste Runde gegen Michael Berrer und Florian Mayer, schieden anschließend jedoch gegen Robert Lindstedt und Horia Tecău aus. Bei seinem ersten Auftritt im Einzel auf der ATP World Tour sorgte er im Februar 2012 für eine Überraschung, als er sich in Marseille erstmals für ein Hauptfeld qualifizierte und ins Viertelfinale durchspielte. Er überwand Matthias Bachinger glatt in zwei Sätzen und warf danach den an Position 2 gesetzten Top-10-Spieler Mardy Fish in einem umkämpften Dreisatzmatch aus dem Turnier. Anschließend unterlag er seinem Landsmann Michaël Llodra in zwei Sätzen.

## Erfolge
| Legende (Anzahl der Siege)  |
| Grand Slam                  |
| ATP World Tour Finals       |
| ATP World Tour Masters 1000 |
| ATP World Tour 500          |
| ATP World Tour 250 (2)      |
| ATP Challenger Tour (25)    |

| ATP-Titel nach Belag |
| Hartplatz (0)        |
| Sand (2)             |
| Rasen (0)            |

### Doppel

#### Turniersiege

##### ATP Tour
| Nr. | Datum          | Turnier | Belag | Partner      | Finalgegner                     | Ergebnis         |
| --- | -------------- | ------- | ----- | ------------ | ------------------------------- | ---------------- |
| 1.  | 21. April 2024 | München | Sand  | Yuki Bhambri | Andreas Mies Jan-Lennard Struff | 7:66, 7:65       |
| 2.  | 21. Juli 2024  | Gstaad  | Sand  | Yuki Bhambri | Ugo Humbert Fabrice Martin      | 3:6, 6:3, [10:6] |

##### ATP Challenger Tour
| Nr. | Datum              | Turnier                  | Belag         | Partner               | Finalgegner                            | Ergebnis           |
| --- | ------------------ | ------------------------ | ------------- | --------------------- | -------------------------------------- | ------------------ |
| 1.  | 1. April 2012      | Le Gosier                | Hartplatz (i) | Pierre-Hugues Herbert | Paul Hanley Jordan Kerr                | 7:5, 1:6, [10:7]   |
| 2.  | 7. September 2013  | Saint-Rémy               | Hartplatz     | Pierre-Hugues Herbert | Marc Gicquel Josselin Ouanna           | 6:3, 6:75, [15:13] |
| 3.  | 16. Februar 2014   | Quimper (1)              | Hartplatz (i) | Pierre-Hugues Herbert | Toni Androić Nikola Mektić             | 6:4, 6:3           |
| 4.  | 21. Februar 2016   | Breslau                  | Hartplatz (i) | Pierre-Hugues Herbert | Nikola Mektić Antonio Šančić           | 6:3, 7:64          |
| 5.  | 6. März 2016       | Quimper (2)              | Hartplatz (i) | Tristan Lamasine      | Nikola Mektić Antonio Šančić           | 6:2, 4:6, [10:7]   |
| 6.  | 23. Juli 2016      | Recanati                 | Hartplatz     | Kevin Krawietz        | Ruben Bemelmans Adrián Menéndez        | 6:3, 7:64          |
| 7.  | 6. November 2016   | Eckental                 | Teppich (i)   | Kevin Krawietz        | Roman Jebavý Andrej Martin             | 6:78, 6:4, [10:7]  |
| 8.  | 13. November 2016  | St. Ulrich in Gröden (1) | Hartplatz (i) | Kevin Krawietz        | Frank Dancevic Marko Tepavac           | 6:4, 6:4           |
| 9.  | 17. Oktober 2020   | Alicante (1)             | Sand          | Enzo Couacaud         | Íñigo Cervantes Oriol Roca Batalla     | 4:6, 6:4, [10:2]   |
| 10. | 6. November 2020   | Parma                    | Hartplatz (i) | Grégoire Barrère      | Sadio Doumbia Fabien Reboul            | 6:2, 6:4           |
| 11. | 21. November 2020  | St. Ulrich in Gröden (2) | Hartplatz (i) | Andre Begemann        | Ivan Sabanov Matej Sabanov             | 6:3, 6:2           |
| 12. | 30. Januar 2021    | Quimper (3)              | Hartplatz (i) | Grégoire Barrère      | Jamie Cerretani Marc-Andrea Hüsler     | 5:7, 7:67, [10:8]  |
| 13. | 3. Oktober 2021    | Orléans                  | Hartplatz (i) | Pierre-Hugues Herbert | Antoine Hoang Kyrian Jacquet           | 6:2, 2:6, [11:9]   |
| 14. | 29. Januar 2022    | Quimper (4)              | Hartplatz (i) | David Vega Hernández  | Sander Arends David Pel                | 3:6, 6:4, [10:8]   |
| 15. | 26. Februar 2022   | Pau (1)                  | Hartplatz (i) | David Vega Hernández  | Karol Drzewiecki Kacper Żuk            | kampflos           |
| 16. | 26. März 2022      | Biel                     | Hartplatz (i) | Pierre-Hugues Herbert | Purav Raja Ramkumar Ramanathan         | 6:3, 6:4           |
| 17. | 23. April 2022     | Split                    | Sand          | Nathaniel Lammons     | Sadio Doumbia Fabien Reboul            | 4:6, 7:66, [10:7]  |
| 18. | 23. Juli 2022      | Pozoblanco               | Hartplatz     | Dan Added             | Victor Vlad Cornea Luis David Martínez | 3:6, 6:1, [12:10]  |
| 19. | 8. Oktober 2022    | Alicante (2)             | Hartplatz     | Robin Haase           | Sanjar Fayziyev Sergey Fomin           | 7:65, 7:5          |
| 20. | 15. Oktober 2022   | Saint-Tropez (1)         | Hartplatz     | Dan Added             | Romain Arneodo Sam Weissborn           | 6:3, 3:6, [12:10]  |
| 21. | 4. März 2023       | Pau (2)                  | Hartplatz (i) | Dan Added             | Julian Cash Constantin Frantzen        | 3:6, 6:1, [10:8]   |
| 22. | 25. März 2023      | Saint-Brieuc             | Hartplatz (i) | Dan Added             | Patrik Niklas-Salminen Bart Stevens    | 4:6, 7:67, [10:6]  |
| 23. | 13. Mai 2023       | Prag                     | Sand          | Dan Added             | Miķelis Lībietis Hunter Reese          | 6:4, 6:3           |
| 24. | 23. September 2023 | Saint-Tropez (2)         | Hartplatz     | Dan Added             | Jonathan Eysseric Harold Mayot         | 3:6, 1:0 aufgg.    |
| 25. | 2. August 2025     | Hagen                    | Sand          | Hendrik Jebens        | Vasil Kirkov Bart Stevens              | 6:4, 6:72, [10:8]  |

#### Finalteilnahmen
| Nr. | Datum              | Turnier         | Belag         | Partner               | Finalgegner                    | Ergebnis           |
| --- | ------------------ | --------------- | ------------- | --------------------- | ------------------------------ | ------------------ |
| 1.  | 18. Juli 2021      | Båstad          | Sand          | Andre Begemann        | Sander Arends David Pel        | 4:6, 2:6           |
| 2.  | 12. Februar 2023   | Montpellier (1) | Hartplatz (i) | Maxime Cressy         | Robin Haase Matwé Middelkoop   | 6:74, 6:4, [6:10]  |
| 3.  | 4. Februar 2024    | Montpellier (2) | Hartplatz (i) | Sam Weissborn         | Sadio Doumbia Fabien Reboul    | 7:65, 4:6, [6:10]  |
| 4.  | 25. Mai 2024       | Lyon            | Sand          | Yuki Bhambri          | Harri Heliövaara Henry Patten  | 6:3, 6:74, [8:10]  |
| 5.  | 24. September 2024 | Chengdu         | Hartplatz     | Yuki Bhambri          | Sadio Doumbia Fabien Reboul    | 4:6, 6:4, [4:10]   |
| 6.  | 9. November 2024   | Metz            | Hartplatz (i) | Pierre-Hugues Herbert | Sander Arends Luke Johnson     | 4:6, 6:3, [3:10]   |
| 7.  | 20. Juli 2025      | Gstaad          | Sand          | Hendrik Jebens        | Lucas Miedler Francisco Cabral | 7:64, 6:74, [3:10] |